# メイドの手帖
『メイドの手帖』（原題：Maid）は、モリー・スミス・メッツラーがNetflix向けに制作したアメリカのリミテッドドラマ。2021年10月1日にNetflixで初公開された。本作は、ステファニー・ランドの回想録『Maid: Hard Work, Low Pay, and a Mother's Will to Survive』にインスピレーションを受けている。
本作はプライムタイム・エミー賞に3回ノミネートされ、マーガレット・クアリーは演技賞にノミネートされたほか、ゴールデングローブ賞にも3回ノミネートされた。クアリーは批評家協会賞テレビ部門と全米映画俳優組合賞にもノミネートされた。さらに、アメリカ映画協会は本作を2021年のベストテレビドラマ10に選んだ。

## キャスト
※括弧内は日本語吹替。

### メイン
- アレクサンドラ・"アレックス"・ラッセル：マーガレット・クアリー（清水理沙）
- ショーン・ボイド：ニック・ロビンソン（中村章吾）
- レジーナ：アニカ・ノニ・ローズ（きそひろこ）
- ポーラ・ラングレー：アンディ・マクダウェル（瑚海みどり）
- ヨランダ：トレイシー・ヴィラー
- ハンク：ビリー・バーク

### リカーリング
- マディ：ライリー・ナヴェア・ウィテット（佐藤美由希）
- バジル：トビー・レヴィンス（長谷川敦央）
- タニア：クリスティ・バーク（孫﨑純）

### ゲスト
- ダニエル：エイミー・カレロ

### 日本語版スタッフ
吹替翻訳：松本小夏、吹替演出：伊達康将

## 製作

### 配役
2020年8月、マーガレット・クアリーとニック・ロビンソンが主役にキャスティングされた。2020年9月14日、アニカ・ノニ・ローズがキャストに加わった。2020年10月、アンディ・マクダウェル、トレイシー・ビラー、ビリー・バークがキャストに加わった。

### 撮影
主要撮影は2020年9月28日に始まり、2021年4月9日にブリティッシュコロンビア州ビクトリアで終了した。

## 公開

### 視聴者数
Netflixによると、推定6,700万世帯で視聴されており、2021年にストリーミングサービスで4番目に視聴された番組となった。 

### 批評
映画批評集計サイトRotten Tomatoesのこのシリーズのレビュー49件のうち、94%が肯定的で、平均評価は8.2/10だった。Metacriticは、19人の批評家に基づいて100点満点中82点を付け、「普遍的な称賛」を示した。